# Радио Лидер
Радио Лидер (Лидер ФМ)— крымская музыкально-информационная радиостанция, вещавшая на русском и украинском языке.

## История
Радиостанция была основана 20 декабря 1999 года, и не принадлежала крымскому политику и народному депутату Верховной Рады VII созыва Сергею Куницыну. Всё началось с Геннадия Москаля, тогдашнего начальника ГУ МВД Украины в Крыму. Куницын приобрёл радио "Лидер" позднее, после того, как Москаль покинул Крым и в 2000— 2001 годах стал начальником управления МВД в Днепропетровской области и одновременно заместителем министра внутренних дел Украины. В марте 2013 года радиостанция была выкуплена  бывшим вице-премьером Крыма и бизнесменом Ленуром Ислямовым, и вошла в холдинг ATR вместе с радиостанцией «Мейдан» и телеканалами ATR и Ляле.
После аннексии Крымского полуострова Россией , Роскомнадзор в феврале 2015 года организовал конкурс на ФМ-частоты в Крыму, куда не были допущены многие местные радиостанции (включая Лидер ФМ, имевшую тогда частоты в Симферополе и Евпатории). При этом большая часть разыгрывавшихся частот имели действующих владельцев — украинские радиостанции. Местные вещатели протестовали против проведения розыгрыша часто, в чём их поддержала уполномоченный по правам человека в Российской Федерации Элла Памфилова, однако местная власть заявила о его законности. В ходе конкурса, Радио Лидер утратило имевшиеся на тот момент частоты в Симферополе и Евпатории.
В марте 2015 года коллективы холдинга ATR написали открытое письмо к президенту РФ Владимиру Путину в связи с угрозой прекращения вещания на полуострове из-за отсутствия лицензии. Государственное ведомство трижды возвращало им документы, всякий раз находя в них новые ошибки, и в случае неполучения регистрации и лицензии к 1 апреля 2015 года эти СМИ будут вынуждены прервать вещание.
Так и не получив от Роскомнадзора разрешения на вещание, СМИ медиахолдинга ATR, включая радио Лидер, 1 апреля 2015 года прекратили вещание.

## Формат
В музыкальном эфире станции преобладали композиции в стиле современный рок и поп-рок, а ночью - танцевальные. Кроме музыкальных блоков есть новости (общественно-политические, экономические, криминальные, спортивные, музыкальные, неполитические), поздравительные программы, программы для детей, религиозные программы, программы развлекательного характера, хит-парад крымской музыки "Музыкальный лидер Крыма ". Станция также организовывает пресс-конференции с артистами эстрады, театра и кино, прямые эфиры с представителями органов государственной власти и политическими деятелями. Целевая аудитория радиослушателей - люди в возрасте 25-45 лет с высокими доходами.